# Choristodera
Die Choristodera sind aquatisch lebende, krokodilähnliche, ausgestorbene diapside Reptilien, die von der Obertrias bis zum frühen Miozän in Europa, Asien und Nordamerika lebten.
Die Tiere hatten die für Fischfresser typische, stark verlängerte Schnauze, wie sie etwa heute konvergent beim Gangesgavial auftritt. Zu den Charakteristika ihrer Schädelanatomie gehört die Verlagerung des ursprünglichen oberen der zwei diapsiden Schläfenfenster hinter das untere und die starke seitliche Verbreiterung der Jochbögen. Diese Anpassung im Schädelbau diente dazu einer kräftigen Kiefermuskulatur Platz zu bieten. Die Rippen der Choristodera waren durch Pachyostose verdickt. Ihre Gliedmaßen waren nur schwach verknöchert, ein Brustbein fehlte. Wahrscheinlich schwammen die Tiere wie die heutigen Krokodile, durch schlängelnde Bewegungen von Körper und Schwanz und mit an den Körper anlegten Beinen. Die größten Choristodera wurden drei Meter lang.
Einige Choristodera überlebten das Massenaussterben an der Kreide-Tertiär-Grenze und eine in jüngster Zeit in Tschechien entdeckte Art der Gattung Lazarussuchus scheint noch im frühen Miozän gelebt zu haben.

## Systematik
Die systematische Stellung der Choristodera ist unsicher. Stellte man sie früher zu den Lepidosauromorpha, so glaubt man heute, dass sie als eine urtümliche, mit den Archosauriern nur entfernt verwandte Gruppe den Archosauromorpha angehörten.
- Choristodera
  - Irenosaurus Efimov, 1983

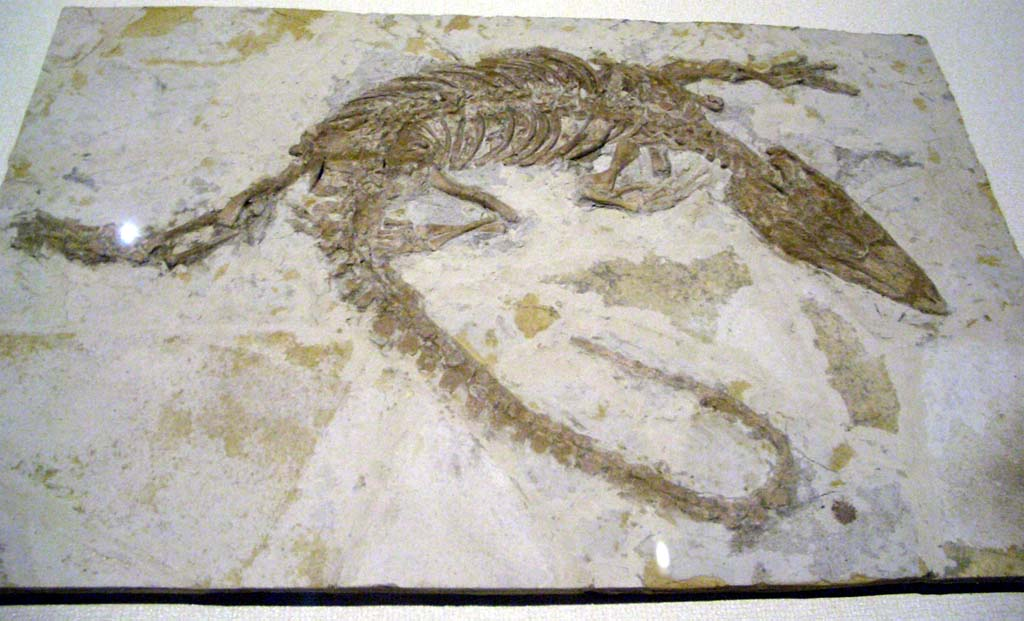
Monjurosuchus im Hong Kong Science Museum

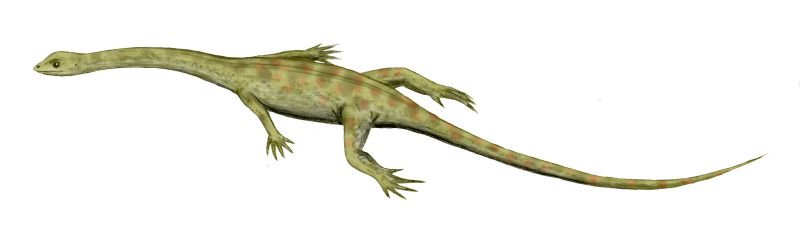
Hyphalosaurus

  - Khurendukhosaurus Sigogneau-Russell & Efimov, 1984
  - Lazarussuchus Hecht, 1992; Oberes Oligözän – frühes Miozän
  - Cteniogelys Gilmore, 1928; Mittlerer – Oberer Jura
  - Pachystropheus Huene, 1935; Obertrias
  - Monjurosuchidae Endo, 1940
    - Philydrosaurus Gao & Fox, 2005; Unterkreide
    - Monjurosuchus Endo, 1940; Unterkreide

  - Hyphalosauridae Gao & Fox, 2005
    - Shokawa Evans & Manabe, 1999
    - Hyphalosaurus Gao, Tang & Wang, 1999 Unterkreide

  - Neochoristodera Evans & Hecht, 1993 (Champsosauriformes Hay, 1929)
    - Simoedosauridae Lemoine, 1884
      - Tchoiria Efimov, 1975
      - Ikechosaurus Sigogneau-Russell, 1981
      - Simoedosaurus Gervais, 1877

    - Champsosauridae Cope, 1884
      - Eotomistoma
      - Champsosaurus Cope, 1876